# Masny
Masny é uma comuna francesa na região administrativa de Altos da França, no departamento do Norte. Estende-se por uma área de 7.12 km². Em 2010 a comuna tinha 4 170 habitantes (densidade: 585,7 hab./km²).